# 德感街道
德感街道，是中华人民共和国重庆市江津区下辖的一个乡镇级行政单位。

## 行政区划
德感街道下辖以下地区：
牌坊社区、东方红社区、兰港公司社区、重庆磷肥厂社区、重庆潍柴厂社区、篆山坪社区、杨林社区、圣泉社区、临峰社区、长冲社区、高桥溪村、草坝村、和爱村和红豆村。